# Hannes Stelzer
Hannes Stelzer (20 de junio de 1910-27 de diciembre de 1944) fue un actor de cine austriaco. Stelzer fue un actor principal en el cine alemán durante la era nazi .
Además de aparecer en dramas y comedias ligeras, Stelzer también participó en trabajos más propagandísticos, incluidos papeles protagónicos en las películas de guerra como Stukas  y The Crew of the Dora (1943), su última película.
Durante la Segunda Guerra Mundial, Stelzer sirvió en la Fuerza Aérea Alemana . 
Stelzer se casó con Johanna Weyand en 1935 y, tras divorciarse, Luego se casó con la actriz alemana Maria Bard en 1940, con quien permaneció casado hasta su muerte el 27 de diciembre de 1944.
Murió el 27 de diciembre de 1944 en un accidente aéreo mientras volaba un biplano Gotha Go 145 en una tormenta de nieve en el pueblo de Zemné, Eslovaquia después de cumplir una misión de espionaje

## Filmografía seleccionada
- El soñador (1936)
- Truxa (1937)
- El gobernante (1937)
- Señal en la noche (1937)
- Gente viajera (1938)
- Un caso sin esperanza (1939)
- Stukas (1941)
- Venus a prueba (1941)
- Por encima de todo lo demás en el mundo (1941)
- La tripulación del Dora (1943)

## enlaces externos
- Hannes Stelzer en Internet Movie Database (en inglés).
- http://www.germanfilms.net/hannes-stelzer/

- Datos: Q1561322
- Multimedia: Category:Hannes Stelzer / Q1561322